# District de Huangyan
Le district de Huangyan (黄岩区 ; pinyin : Huángyán Qū) est une subdivision administrative de la province du Zhejiang en Chine. Il est placé sous la juridiction de la ville-préfecture de Taizhou.